# Чохели, Гиви Дмитриевич
Ги́ви Дми́триевич Чохе́ли (груз. გივი დიმიტრის ძე ჩოხელი, 27 июня 1937, Телави, Грузинская ССР, СССР — 25 февраля 1994, Тбилиси, Грузия) — советский футболист, защитник. Заслуженный мастер спорта СССР (1965). Заслуженный тренер Грузинской ССР (1971).

## Биография
В 1956 году выступал за команду «Надиквари» из родного Телави, а затем до конца своей игровой карьеры — в тбилисском «Динамо» с 1957 по 1965 год.
За сборную СССР провёл 19 матчей. Также сыграл за сборную СССР в 1 неофициальном матче. Обладатель Кубка Европы 1960 года. Участник чемпионата мира 1962 года.
Тренер в команде «Динамо» (Тбилиси) (1966—1968, 1971—1972). Главный тренер команды «Динамо» (Тбилиси) (1969—1970, 1974). Начальник команды «Динамо» (Тбилиси) (1969, 1984—1985).
Скончался 25 февраля 1994 года в Тбилиси. Похоронен на Сабурталинском кладбище.

## Достижения

### Командные
- Бронзовый призёр чемпионата СССР (2): 1959, 1962
- Финалист Кубка СССР: 1960
- Чемпион Европы: 1960

### Личные
- В списках лучших футболистов сезона в СССР 5 раз, из них № 1 (1960, 1961, 1962); № 3 (1963)